# توماس آلمیدا
توماس آلمیدا (انگلیسی: Thomas Almeida؛ زادهٔ ۳۱ ژوئیهٔ ۱۹۹۱) ورزشکار هنرهای رزمی ترکیبی اهل برزیل است. وی از سال ۲۰۱۱ میلادی تاکنون مشغول فعالیت بوده‌است.